# 加泰隆尼亞公國
加泰隆尼亞公國（或称加泰隆尼亞親王國）是位於加泰隆尼亞的公國，它受巴塞隆納伯爵領導。它曾與阿拉貢王國共同組成阿拉贡联合王国。

## 外部連結
- Catalonia in HiperenciclopediaArchive.today的存檔，存档日期2013-02-22